# 내일 (2022년 드라마)
《내일》은 2022년 4월 1일부터 2022년 5월 21일까지 방송된 MBC 금토 드라마로 네이버 일요일 웹툰 《내일》을 원작으로 한 드라마이기도 하다.

## 기획 의도
‘죽은 자’를 인도하던 저승사자들이, 이제 ‘죽고 싶은 사람들’을 살린다! 저승 오피스 휴먼 판타지

## 제작진

### 제작사
- 슈퍼문픽쳐스
- 스튜디오N

### 극본
- 박란 : ( MBC 일일시트콤 《엄마가 뭐길래》(공동집필) 등 집필 )
- 박자경
- 김유진

### 연출
- 김태윤 : ( 영화 《잔혹한 출근》(감독), 영화 《용의자X》(각본), 영화 《또 하나의 약속》(감독 & 기획 & 각본), 영화 《재심》(감독 & 각본), 영화 《미스터 주: 사라진 VIP》(감독 & 각본) 등 연출 )

- 성치욱 : ( MBC 월화 미니시리즈 《카이로스》(공동연출) 등 연출 )

## 등장인물
- (†) 표시는 드라마 상에서 최종적으로 사망한 인물이다.

### 주요 인물
- 김희선 : 구련 역 (아역 : 갈소원) - 지옥에서 돌아온 여자, 저승사자. 주마등 위기관리팀 팀장.

"난 사람을 살리는 저승사자거든."
위기관리팀의 신입 팀장으로, 팀 내에선 카리스마 있는 일 처리를 보여주는 능력자! 하지만 주마등 내에선 저승과 이승의 불균형을 초래하는 문제 덩어리? 이렇게 평판이 극명하게 갈리는 건 그녀가 지옥에서 온 여자이기 때문이다. 자살자를 살리는 일을 위해서 때론 규정 따위는 가뿐히 무시하는 련. 그런데 그게 자살자에 대한 측은지심 때문인지, 지옥에 다녀온 살벌한 이력 때문인지 주마등 내에선 옥황과 구련 본인 빼고는 알 길이 없다. 400년 동안, 살려달라 한마디 뱉지 않았던 그녀에게 옥황은 주마등에서 일하면 구련이 원하는 것을 들어주겠노라 제안했다. 비밀스런 과거만큼이나 알 길 없는 구련의 진짜 속마음.
위관팀에 손이 많이 가는 신입이 들어온 뒤로, 어수선해진 건 업무 분위기뿐만이 아니었다. 평생토록 바뀌지 않을 거라 생각했던 마음이 자꾸만 흔들린다.
- 로운 : 최준웅 역 (아역 : 김라온) - 주마등 인싸, 반인반혼. 주마등 위기관리팀 계약직 사원.

"나는! 머리로 생각하기 전에 몸이 먼저 뛰쳐나가져서!"
위기관리팀의 실수로 살아있는 인간 몸에서 튀어나온 영혼으로 죽은 자도, 산 자도 아닌 반인 반혼의 존재. 코마에서 6개월 안에 깨어나게 해준다는 조건으로 위기관리팀에서 일하게 된다. 이승에선 최종 합격까지 그리도 어려웠던 취업인데 결국 저승에서 최고 엘리트들만 간다는 주마등에 6개월 기간제로 취업! 하지만 시작부터 서툴고 눈치 없고 철없는 신입, 최준웅. 머리보단 마음과 하나 돼 몸이 먼저 나가는 그가 자살예정자를 구하면서 사람의 존엄성과 가치 이타적인 삶까지 깨달아 인성, 적성, 능력! 모두 갖춘 완성체가 돼간다.
업무에 익숙해질수록 자꾸만 질문이 생기는 준웅이다. 죽음은 뭘까? 죽어야 할 사람은 살고? 왜 스스로 죽는 걸까? 그리고 그 질문들은 점차 위관팀에, 인도팀에, 급기야 구련에게까지 향한다. 팀장님은 왜 이 일을 하고 있는 걸까?
- 이수혁 : 박중길 역 (아역 : 박상훈) - 차가운 눈빛, 냉혈한 카리스마, 저승사자. 주마등 인도관리팀 팀장.

"자살은 인간이 저지를 수 있는 가장 큰 실수다."
혼령관리본부 소속 인도관리팀 팀장. 주마등 직원 중 가장 많은 인원을 가진 인도관리팀의 팀장으로 주마등을 위험에 빠트리거나 자신의 원리와 원칙에 어긋나는 일엔 절대 타협하지 않는다. 인간의 생사에 관여해선 안 되며 자살은 스스로 목숨을 끊은 이기적인 살인이라고 주장하는 강경파로 죽고 싶은 사람들을 구하려는 위관팀과 사사건건 부딪친다. 하지만 때때로 자살자들을 향한 그의 증오는 지나치게 깊고 어두워 보인다.
- 윤지온 : 임륭구 역 - 높을 隆에 구할 求, 저승사자. 주마등 위기관리팀 대리.

"퇴근알람 울렸습니다, 퇴근하겠습니다."
주마등에서 요주의 취급을 받는 위기관리팀의 유일한 원칙주의자. '선보고, 후실행!' 잔소리를 달고 다니며 특기는 무미건조하게 뼈 때리는 팩트 폭력 휘두르기. 위관팀의 특성상 주마등의 규칙을 어기게 되는 상황이 자주 생기지만 그때마다 늘 련과 부딪치며 티격태격한다. 하지만 만사 거리낄 것 없어 보이는 련 마저 멈칫하게 만드는 게 있었으니 규칙 타령도, 시말서도 징계도 아닌... 시도 때도 가리지 않고 울려 퍼지는 륭구의 퇴근 알람송이다.
수천 대 일의 경쟁률을 자랑하는 주마등에서도 유능한 인재인 건 분명하지만 어떤 위급상황에서도 '8시간 근무 후 퇴근'이라는 원칙을 고수하는 탓에 위관팀의 위기에 일조하고 있다. 하지만 누구보다도 위관팀이 유지되길 바라는 인물로 하나뿐인 소원을 이루기 위해 오랜 시간을 기다려 왔다. 전생의 유화의 아들.
- 김해숙 : 옥황 역 - 저승 독점 기업 주마등의 회장

당차고 일당백인 여장부로 화통하고 탁월한 경영능력을 가졌다, 주마등 그 어떤 저승사자도 옥황의 경영과 정책에 토를 달지 못한다. 조직 내에서 위기관리팀 설치 등의 반대가 심했던 의견들을 묵살하며 자살을 막는 '위기관리팀'을 만들도록 지시하고 지옥에서 구련을 데려와 팀장으로 앉힌다. 그바탕에는 자살자들에 대한 연민, 그리고 그 모든 것들을 내려다보면서도 아무것도 하지 못하는 자괴감이 깔려있다.
저승의 자율화. 진보적인 성향이 강하여 변화와 쇄신을 선호한다.

### 주마등 사람들
- 김누리 : 장재희 역 - 혼령관리 본부 소속 '인도 관리팀'의 엘리트 팀원

주마등 최고의 오지라퍼로 주마등 소문의 근원지이자, 걸어 다니는 말말말이다. 인도팀 팀장 중길은 그녀의 선망이자 존경의 대상으로 항상 그와 부딪치는 위관팀에 대한 적개심이 뚜렷하다.
- 문서윤 : 전수인 역 - 혼령관리 본부 소속 '인도 관리팀'의 팀원

젊은 나이에 사고로 죽었기에 제대로 된 연애 해 본 적 없다, 남녀 연애사는 수많은 로맨스 소설과 인터넷 글로 배웠다. 소설 말고 진짜 찐한 사랑 한번 해 보는 게 소원이다.

### 에피소드 인물

#### '낙화' 편
- 조인 : 노은비 역 - 방송작가, 학교폭력 피해자
- 김채은 : 김혜원 역 - 웹툰 작가, 학교 폭력 가해자
- 정준하 : 정준하 역 - 은비가 좋아하는 개그맨 (1~2회 특별출연)

#### '시간의 숲' 편
- 류성록 : 남궁재수 역 (아역 : 김지훈) - 준웅의 친구, 경찰공시생
- 김경민 : 남궁현 역 - 남궁재수의 아버지

#### '나무' 편
- 강승윤 : 강우진 역 (아역 : 신서우) - 싱어송라이터 (4회 ~ 5회 특별출연)
- 이노아 : 허나영 역 - 우진의 아내

#### '넋은 별이 되고' 편
- 전무송 : 이영천 역 (젊은 시절 : 이정준) - 6·25 전쟁 참전용사

#### '창살없는 감옥' 편
- 한해인 : 신예나 역 - 거식증 환자, SP뷰티 직원
- 김민소 : 정보람 역
- 양재현 : 김용준 역
- 조승연 : 이동자 역

#### '브로커' 편
- 민진웅 : 송진호 역
- 미상 : 자살을 부추기는 브로커 역

#### '언젠간 너로 인해' 편
- 달이 : 콩이 역 - 훈의 반려견
- 차학연 : 김훈 역 - 콩이의 주인, 일러스트레이터. (9회 특별출연)

#### '숨' 편
- 공재현 : 차윤재 역 - 윤희의 쌍둥이 오빠
- 이지원 : 차윤희 역 - 윤재의 쌍둥이 동생, 성폭행 사건 피해자.
- 김준경 : 탁남일 역 † - 의대생. 성폭행 사건 가해자.
- 미상 : 변호사 역

#### '서쪽하늘' 편
- 민지아 : 임유화 역 - 죽은 꿀벌이의 어머니, 전생의 륭구의 어머니.

#### '봄' 편
- 김용림 : 유복희 역 - 일본군 위안부 피해자, 윤희의 고향 언니.
- 김영옥 : 이정문 역 - 일본군 위안부 피해자
- 박희정 : 전보연/전윤희 역 - 인도관리팀 신입 차사, 일본군 위안부 피해자. 복희의 고향 동생.
- 김유빈 : 춘자 역

#### '바람꽃' 편
- 정재은 : 중길의 어머니 역 - 련의 시어머니, 중길의 어머니.
- 구시연 : 곱단 역 - 련의 몸종

#### '서커스' 편
- 김시은 : 유초이/곱단 역 - 전생의 련의 몸종, 아이돌 가수.

#### '인연' 편
- 박훈 : 하대수 역 - 지옥 대표

### 준웅이네 주변인물
- 김서연 : 최민영 역 - 준웅의 여동생, 정임의 딸.
- 윤유선 : 이정임 역 - 준웅과 민영의 어머니
- 권혁 : 준웅의 아버지 역 - 준웅과 민영의 아버지, 정임의 남편.

### 그 외 인물

#### 주마등 직원
- 정동근 : 맹장현 역 - '주마등' 영업팀 팀장
- 윤종원 : 방국현 역 - '주마등' 혼령 관리팀 팀장
- 김서아 : 조용희 역 - '주마등' 명부 관리팀 팀장
- 박유밀 : 지화자 역 - '주마등' 영상 관리팀 팀장
- 방지현 : '주마등' 인도관리팀 팀원 역
- 이서경 : '주마등' 인도관리팀 팀원 역
- 오채은 : '주마등' 해외영업팀 팀원 역
- 최민주 : '주마등' 해외영업팀 팀원 역
- 김의준 : '주마등' 해외영업팀 팀원 역
- 류우석 : '주마등' 해외영업팀 팀원 역
- 장준영 : '주마등' 직원 역 - 옥황에게 요구르트 받는 남자
- 독고광 : '주마등' 영상관리팀 팀원 역
- 최정화 : '주마등' 영상관리팀 팀원 역

#### 그 외
- 이경오 : 탁그룹 회장 역
- 왕수빈 : 탁지혜 역 - 탁그룹 회장의 딸
- 미상 : 강대진 역 - 다리에서 뛰어내리려는 노숙자
- 김칠두 : 백 집사 역
- 손동수 : 윤중일 역 - 차에서 자살하려는 남자 1
- 김예지 : 조수진 역 - 차에서 자살하려는 여자 1
- 문지홍 : 강호일 역 - 차에서 자살하려는 남자 2
- 한기옥 : 경미려 역 - 차에서 자살하려는 여자 2
- 우강민 : 성치욱 역 - 클럽에서 과다출혈로 죽은 남자
- 전광진 : 서영빈 역 - 예능국 부장 (낙화 편)
- 장지은 : 김혜원의 친구 역 (낙화 편)
- 선아린 : 김혜원의 친구 역 (낙화 편)
- 권단아 : 노은비의 친구 역 (낙화 편)
- 박민재
- 박철민 : 뉴스 앵커 역
- 김덕훈
- 한세영
- 박영복
- 신기환
- 박시영
- 한명환
- 정성준
- 김영훈
- 김성구
- 강지구
- 정지애
- 신예지
- 안웅기 : 라디오 '두시의 데이트' DJ 역 (목소리 출연)
- 박한나
- 임새벽 : 남궁재수의 어머니 역
- 엄태옥
- 류혜린 : 도쟁이 역
- 김주희
- 한지혜
- 박진우
- 정연우
- 안진혁
- 신희철 : 구련이 구하려고 하는 남자 역
- 김현빈
- 민응식 : 허나영의 아버지 역
- 강주희 : 허나영의 어머니 역
- 도정환 : 이상엽 역 - 인도관리팀 마포구 파트장
- 김종민
- 김태야
- 조아라
- 송지민
- 김시은
- 변동욱
- 조부현 : 강우진 아버지의 장례식에 조문 온 남자 역
- 이은강 : 강우진의 큰아버지 역
- 김하진 : 강우진의 큰어머니 역
- 이희진 : 강우진의 사촌누나 역
- 박준상
- 김미성
- 미상 : 어린 신랑 역
- 미상 : 강우진의 아버지 역
- 박다온 : 이영천이 쓰레기 줍는다고 생각한 아이 역
- 김사랑 : 이영천이 쓰레기 줍는다고 생각한 아이의 엄마 역
- 이규섭 : 철거업체 불량배 역
- 정충구 : 고물상 주인 역
- 하영화
- 성도현
- 김정철
- 강승주
- 김율
- 이범찬
- 장희주 : 이영천이 연탄배달하면 돈주는 여자 역
- 안영훈
- 서문은지
- 윤효식 : 사진사 역
- 미상 : SP 뷰티 마케팅 팀장 역
- 미상 : 후배 가수 역
- 미상 : 동료 가수 역
- 미상 : 악플을 일삼던 네티즌 역
- 신서우
- 정예나

### 특별출연
- 배정남 : 명품 옷 중고거래 사기꾼 역 (1회)
- 곽자형 : 김웅준 역 (3회, 9회)

## 시청률
최저 시청률과 최고 시청률은 시청률 조사회사와 지역별로 시청률에 차이가 있을 수 있습니다.
| 2022년 | 2022년   | 2022년            | 2022년         | 2022년       | 2022년 |
| 회차   | 방송일   | 부제              | AGB 시청률     | AGB 시청률   |        |
| 회차   | 방송일   | 부제              | 대한민국(전국) | 서울(수도권) |        |
| ------ | -------- | ----------------- | -------------- | ------------ | ------ |
| 제1회  | 4월 1일  | 낙화1             | 7.6%           | 8.2%         |        |
| 제2회  | 4월 2일  | 낙화2             | 3.4%           | -            |        |
| 제3회  | 4월 8일  | 시간의 숲1        | 5.4%           | 5.9%         |        |
| 제4회  | 4월 9일  | 시간의 숲2 &나무1 | 4.1%           | 4.5%         |        |
| 제5회  | 4월 15일 | 나무2             | 3.5%           | 3.6%         |        |
| 제6회  | 4월 16일 | 넋은 별이 되고    | 2.7%           | -            |        |
| 제7회  | 4월 22일 | 창살 없는 감옥    | 3.6%           | 4.0%         |        |
| 제8회  | 4월 23일 | 브로커            | 3.0%           | 3.6%         |        |
| 제9회  | 4월 29일 | 언젠가 너로 인해  | 2.9%           | -            |        |
| 제10회 | 4월 30일 | 숨                | 2.5%           | -            |        |
| 제11회 | 5월 6일  | 서쪽 하늘1        | 2.9%           | -            |        |
| 제12회 | 5월 7일  | 서쪽 하늘2        | 2.7%           | -            |        |
| 제13회 | 5월 13일 | 봄                | 2.3%           | -            |        |
| 제14회 | 5월 14일 | 바람꽃            | 3.1%           | -            |        |
| 제15회 | 5월 20일 | 서커스            | 2.4%           | -            |        |
| 제16회 | 5월 21일 | 인연              | 2.8%           | -            |        |

## 참고사항
- 이수혁과 박상훈은 2020년에 방송된 KBS2 월화드라마 본 어게인 이후로 2년만에 재회했으며, 박상훈이 이수혁의 아역으로 출연했다.

## OST
- Part.1 이승협 (엔플라잉) - Red Light (2022.04.02 발매)
- Part.2 안다은 - 내 곁에서 떠나가지 말아요 (2022.04.09 발매)
- Part.3 수란 (SURAN) - 나의 외로움이 널 부를 때 (2022.04.16 발매)
- Part.4 유회승 (엔플라잉) - 사랑했었다 (Still love you) (2022.05.02 발매)
- Part.5 벤 - 내게 단 한 사람 (My Only One) (2022.05.07 발매)